# Shelia Burrell
Pour les articles homonymes, voir Burrell.
Shelia Burrell (née le 15 janvier 1972 à Albuquerque) est une athlète américaine spécialiste de l'heptathlon.

## Carrière sportive
Vainqueur de son premier titre de championne des États-Unis en 1999, elle participe aux Jeux panaméricains de Winnipeg, au Canada, où elle se classe deuxième du concours de l'heptathlon derrière la Cubaine Magalys García, et deuxième de l'épreuve du relais 4 × 100 m aux côtés de ses coéquipières américaines. Onzième des Championnats du monde 1999, elle se blesse lors des Jeux olympiques de 2000 et termine 26e de la finale. 
Sheiia Burrell se distingue lors de la saison 2001 en montant sur la troisième marche du podium des Championnats du monde d'Edmonton, derrière la Russe Yelena Prokhorova et la Biélorusse Natalya Sazanovich. Elle établit à cette occasion la meilleure performance de sa carrière à l'heptathlon avec 6 472 points.
Elle remporte deux nouveaux titres nationaux en 2002 et 2003, et s'impose par ailleurs lors de l'édition 2004 sélective pour les Jeux olympiques de 2004. À Athènes, Sheiia Burrell termine au pied du podium avec 6 296 points.
Elle n'a aucun lien de parenté avec l'ancien sprinteur Leroy Burrell.

## Palmarès
| Date | Compétition                           | Lieu                                  | Place | Épreuve    |
| ---- | ------------------------------------- | ------------------------------------- | ----- | ---------- |
| 1999 | Jeux panaméricains                    | Winnipeg                              | 2e    | Heptathlon |
| 1999 | Jeux panaméricains                    | Winnipeg                              | 2e    | 4 × 100 m  |
| 1999 | Championnats du monde                 | Séville                               | 11e   | Heptathlon |
| 2001 | Championnats du monde                 | Edmonton                              | 3e    | Heptathlon |
| 2001 | Décastar                              | Talence                               | 1re   | Heptathlon |
| 2002 | Hypo-Meeting                          | Götzis                                | 1re   | Heptathlon |
| 2002 | Décastar                              | Talence                               | 3e    | Heptathlon |
| 2002 | Coupe du monde des épreuves combinées | Coupe du monde des épreuves combinées | 2e    | Heptathlon |
| 2004 | Jeux olympiques                       | Athènes                               | 4e    | Heptathlon |

## Records
| Épreuve    | Performance | Lieu     | Date        |
| ---------- | ----------- | -------- | ----------- |
| Heptathlon | 6 472 pts   | Edmonton | 5 août 2001 |